# Династія У

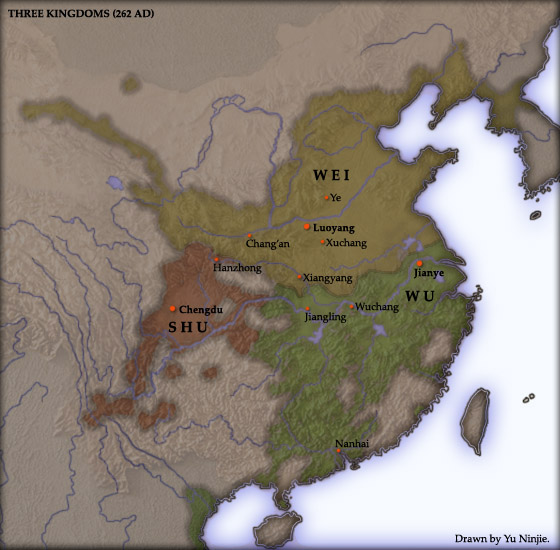
Царство У на 262 р.

32°03′30″ пн. ш. 118°47′47″ сх. д. / 32.05837° пн. ш. 118.79647° сх. д.
Ву, або Східна Ву (кит. трад. 東吳, спр. 东吴, піньїнь: Dōng Wú, акад. Дун У), — одна з трьох китайських держав епохи Тридержавності, існування якої датується 222 р. — 280 р. н. е.
Початок держави Ву було покладено воєначальником Сунь Це (孙策 Sūn Cè), який під час загального повстання проти династії Хань у кінці ІІ століття захопив Цзяндун — землі на південь від нижньої течії Янцзи. У 200 році йому успадкував Сунь Цюань (孙权 Sūn Quán), який став поступово прибирати до своїх рук сусідні області. У 208 р. у важливій битві при Чібі армія Сун Цюаня у союзі із армією Лю Бея (засновника царства Шу) завдала поразки армії Цао Цао (засновнику царства Вей).
У 219 р. Сун Цюань зміг відбити у Цао Цао Цзінчжоу, а через десять років, у 229 р., він вирішив офіційно проголосити себе імператором. Сунь Цюань прийняв тронне ім'я Да-ді(大帝 Dà-dì), а свою державу назвав Ву. Столицею країни він призначив місто Цзяньє (сучасний Нанкін).
Держава Ву, спираючись на такий важливий і природний кордон як річка Янцзи, створила річковий флот і стала нападати на царство Вей. У той же час Ву прагнула поширити свій вплив на південь від Янцзи. Займана Ву територія охоплювала сучасні провінції у середній та нижній течіях Янцзи, а також Фуцзянь, Ґуандун і Ґуансі-Чжуанський автономний район. У період правління ханьської династії цей регіон Китаю був мало освоєний. Нечисленне населення займалося головним чином підсічно-вогневим землеробством. В епоху нестабільності сюди часто прямували переселенці з півночі, що сприяло загальному піднесенню області. Однак щільність населення та умови землеробства на території держави Ву все-таки сильно поступалися сусідам. У цьому і полягала головна слабкість цього царства.
Розташована на краю китайської цивілізації держава Ву не могла протистояти багатшому та процвітаючому північно-китайському царству Вей (з 265 р. відоме як Цзинь). У 280 р. у Ву вторглися одразу декілька армій Цзінь під командуванням полководця Ду Юя. Цзіньський флот підтримував сухопутні війська Ду Юя і практично блокував флот Ву. Останній правитель Ву — Сун Хао (孙皓 Sūn Hào) завзято захищався, але врешті був взятий у полон. Цзіньці відвезли його у Лоян, зберігши йому життя. На цьому держава Ву припинила своє існування.

## Культура
У цей час до Китаю проникають буддистські школи. Під впливом індійських місіонерів розвиваються нові напрямки мистецтва. Вони значний вплив справили на художника того часу, новатора живопису Цао Бусіна.

## Імператори У
| Посмертне ім'я                                                    | Особисте ім'я           | Період правління | Девіз правління та роки девізу |
| ----------------------------------------------------------------- | ----------------------- | ---------------- | --- |
| Історично використовується особисте ім'я                          |                         |                  | |
| Да-ді 大帝 Dàdì                                                   | Сун Цюань 孫權 Sūn Quán | 222—252          | - Хуанву (黃武 Huáng-wǔ) 222—229 - Хуаньлун (黃龍 Huánglóng) 229—231 - Цзяхе (嘉禾 Jiāhé) 232—238 - Чіу (赤烏 Chìwū) 238—251 - Тайюань (太元 Tàiyuán) 251—252 - Шеньфен (神鳳 Shénfèng) 252                                                                     |
| Куайцзи-ван 會稽王 Kuàijī Wáng чи Хоугуань-хоу 候官侯 Hòuguān Hóu | Сунь Лян 孫亮 Sūn Liàng | 252—258          | - Цзяньсин (建興 Jiànxīng) 252—253 - Уфен (五鳳 Wǔfèng) 254—256 - Тайпін (太平 Tàipíng) 256—258 |
| Цзин-ді 景帝 Jǐngdì                                               | Сунь Сю 孫休 Sūn Xiū    | 258—264          | - Юн'ань (永安 Yǒng'ān) 258—264 |
| Учен-хоу 烏程侯 Wūchéng Hóu чи Гуймін-хоу 歸命侯 Gūimìng Hóu      | Сунь Хао 孫皓 Sūn Hào   | 264—280          | - Юаньсин (元興 Yuánxīng) 264—265 - Ганьлу (甘露 Gānlù) 265—266 - Баодин (寶鼎 Bǎodǐng) 266—269 - Цзяньхен (建衡 Jiànhéng) 269—271 - Фенхуан (鳳凰 Fènghuáng) 272—274 - Тяньце (天冊 Tiāncè) 275—276 - Тяньсі (天璽 Tiānxǐ) 276 - Тяньцзи (天紀 Tiānjì) 277—280 |